# Orientacja sportowa

Symbol dyscyplin orientacji sportowej

Orientacja sportowa (OS, ang. orienteering) – ogół dyscyplin sportowych, w których cechą wspólną jest nawigacja w terenie przy użyciu mapy i kompasu w celu pokonania w jak najkrótszym czasie trasy wyznaczonej przez punkty kontrolne. Najstarszą, a zarazem najpopularniejsza formą orientacji sportowej jest bieg na orientację. Dyscypliny orientacji sportowej zawierają się w ogólniejszym pojęciu imprez na orientację.
W Polsce organem kierującym działaniami związanymi z orientacją sportową jest Polski Związek Orientacji Sportowej (PZOS), a międzynarodowym organem zrzeszającym narodowe związki jest International Orienteering Federation (IOF).
Do dyscyplin orientacji sportowej oficjalnie zalicza się (dyscypliny uznane przez IOF):
- bieg na orientację (BnO),
- rowerową jazdę na orientację (RJnO),
- narciarski bieg na orientację (NBnO),
- orientację precyzyjną (Trail-O, kiedyś Orientacja Sportowa Niepełnosprawnych – OSN).

Spośród innych form orientacji sportowej można wymienić np. radioorientację sportową lub rogaining.